# 2010 CONCACAF U-17女子選手権
2010 CONCACAF U-17女子選手権は、2010年3月10日から3月20日までコスタリカのアラフエラで開催された、第2回目のCONCACAF U-17女子選手権である。カナダ代表が初優勝を果たした。

## 概要
上位2チームはトリニダード・トバゴで開催される2010 FIFA U-17女子ワールドカップの出場権を手にする。カナダ、メキシコが本大会の出場権を獲得した。
本戦のすべての試合はUTC-6にて、アラフエラのエスタディオ・アレハンドロ・モレラ・ソトで開催された。

## 本戦
中米予選からはパナマが、カリブ海予選からはケイマン諸島、ジャマイカ、ハイチが予選を突破。これに本戦シードされているアメリカ合衆国、カナダ、メキシコと開催国のコスタリカを加えた8カ国が本戦を戦う。トリニダード・トバゴは開催国としてFIFA U-17女子ワールドカップに参加するため、予選には参加しない。

### グループリーグ

#### グループA
| チーム     | 試合 | 勝 | 分 | 負 | 得 | 失 | 差  | 勝点 |
| ---------- | ---- | -- | -- | -- | -- | -- | --- | ---- |
| メキシコ   | 3    | 3  | 0  | 0  | 10 | 0  | +10 | 9    |
| カナダ     | 3    | 2  | 0  | 1  | 6  | 3  | +3  | 6    |
| ジャマイカ | 3    | 1  | 0  | 2  | 3  | 7  | −4  | 3    |
| パナマ     | 3    | 0  | 0  | 3  | 1  | 10 | −9  | 0    |

| 2010年3月11日 18:00 |

| パナマ | 0 – 6    | メキシコ                                                                      |
|        | レポート | 13分, 57分 サマルジッチ · 16分, 90分 ゴンザレス · 50分 サンチェス · 84分 ピナ |

| エスタディオ・アレハンドロ・モレラ・ソト, アラフエラ 観客数: 251 主審: Shane de Silva |

| 2010年3月11日 20:30 |

| ジャマイカ        | 1 – 4    | カナダ                                               |
| ウィリアムズ 76分 | レポート | 8分 デイヴィス · 44分, 63分 ゴネイム · 88分 エモンド |

| エスタディオ・アレハンドロ・モレラ・ソト, アラフエラ 観客数: 251 主審: Erika Vargas |

| 2010年3月13日 13:00 |

| メキシコ                                      | 3 – 0    | ジャマイカ |
| サルセド 66分 · ラーラ 71分 · ゴンザレス 75分 | レポート |            |

| エスタディオ・アレハンドロ・モレラ・ソト, アラフエラ 観客数: 381 主審: Arlene Troya |

| 2010年3月13日 15:30 |

| パナマ          | 1 – 2    | カナダ                           |
| アルヴェオ 88分 | レポート | 8分 カンターヴ · 37分 シンプソン |

| エスタディオ・アレハンドロ・モレラ・ソト, アラフエラ 観客数: 381 主審: Irazema Aguilera |

| 2010年3月15日 18:00 |

| ジャマイカ                    | 2 – 0    | パナマ |
| ベイリー 27分 · カーター 74分 | レポート |        |

| エスタディオ・アレハンドロ・モレラ・ソト, アラフエラ 観客数: 320 主審: Margaret Domka |

| 2010年3月15日 20:30 |

| カナダ | 0 – 1    | メキシコ      |
|        | レポート | 42分 リラマス |

| エスタディオ・アレハンドロ・モレラ・ソト, アラフエラ 観客数: 320 主審: Erika Vargas |

#### グループB
| チーム         | 試合 | 勝 | 分 | 負 | 得 | 失 | 差  | 勝点 |
| -------------- | ---- | -- | -- | -- | -- | -- | --- | ---- |
| アメリカ合衆国 | 3    | 3  | 0  | 0  | 32 | 0  | +32 | 9    |
| コスタリカ     | 3    | 2  | 0  | 1  | 9  | 10 | −1  | 6    |
| ケイマン諸島   | 3    | 1  | 0  | 2  | 1  | 20 | −19 | 3    |
| ハイチ         | 3    | 0  | 0  | 3  | 0  | 12 | −12 | 0    |

| 2010年3月10日 18:00 |

| ハイチ | 0 – 9    | アメリカ合衆国                                                                                     |
|        | レポート | 2分 ドール · 13分, 30分 スミス · 16分 ロッカーロ · 52分 ブライアン · 66分, 71分, 88分, 90分 ホラン |

| エスタディオ・アレハンドロ・モレラ・ソト, アラフエラ 観客数: 751 主審: Dianne Ferreira-James |

| 2010年3月10日 20:30 |

| コスタリカ                                                                             | 7 – 0    | ケイマン諸島 |
| ロドリゲス 8分, 52分, 58分 · モレイラ 37分, 59分 · ヴィジャルタ 54分 · サンチェス 84分 | レポート |              |

| エスタディオ・アレハンドロ・モレラ・ソト, アラフエラ 観客数: 751 主審: Michelle Pye |

| 2010年3月12日 18:00 |

| アメリカ合衆国 | 13 – 0   | ケイマン諸島 |
| ホラン 2分, 39分 · ブライアン 15分, 22分, 27分 · トーレス 17分 · ソラウン 34分, 49分, 59分 · クラーク 38分 · ファレル 47分, 61分 · スミス 73分 | レポート |              |

| エスタディオ・アレハンドロ・モレラ・ソト, アラフエラ 観客数: 800 主審: Lucila Venegas |

| 2010年3月12日 20:30 |

| コスタリカ                        | 2 – 0    | ハイチ |
| ヴィジャルタ 57分 · モレイラ 74分 | レポート |        |

| エスタディオ・アレハンドロ・モレラ・ソト, アラフエラ 観客数: 800 主審: Cardella Samuels |

| 2010年3月14日 18:00 |

| ケイマン諸島 | 1 – 0    | ハイチ |
| チン 89分    | レポート |        |

| エスタディオ・アレハンドロ・モレラ・ソト, アラフエラ 観客数: 1,700 主審: Cardella Samuels |

| 2010年3月14日 20:30 |

| コスタリカ | 0 – 10   | アメリカ合衆国 |
|            | レポート | 10分, 14分, 54分 スミス · 17分 ドール · 27分, 84分 ブライアン · 44分, 68分 ホラン · 66分 トーレス · 78分 ゴンザレス |

| エスタディオ・アレハンドロ・モレラ・ソト, アラフエラ 観客数: 1,700 主審: Lucila Venegas |

### 決勝トーナメント
|  | 準決勝               | 準決勝               |                      |                      | 決勝 | 決勝 |
|  |                      |                      |                      |                      |      |      |
|  | 3月18日 – アラフエラ |                      |                      |                      |      |      |
|  | メキシコ             | 3                    |                      |                      |      |      |
|  | コスタリカ           | 1                    |                      |                      |      |      |
|  |                      |                      | 3月20日 – アラフエラ |                      |      |      |
|  | メキシコ             | 0                    |                      |                      |      |      |
|  |                      | カナダ               | 1                    |                      |      |      |
|  |                      |                      |                      |                      |      |      |
|  | 3位決定戦            |                      |                      |                      |      |      |
|  | 3月18日 – アラフエラ | 3月18日 – アラフエラ | 3月20日 – アラフエラ | 3月20日 – アラフエラ |      |      |
|  | アメリカ合衆国       | 0                    | コスタリカ           | 0                    |      |      |
|  | カナダ               | 0 (p)                |                      | アメリカ合衆国       | 6    |      |

#### 準決勝
| 2010年3月18日 21:00 |

| メキシコ                                            | 3 – 1 (延長) | コスタリカ                |
| ラーラ 70分 · ムリージョ 106分 · サマルジッチ 111分 | レポート     | デ・ロス・アンゲレス 85分 |

| エスタディオ・アレハンドロ・モレラ・ソト, アラフエラ 観客数: 750 主審: Dianne Ferreira-James |

| 2010年3月18日 18:00 |

| アメリカ合衆国                                    | 0 – 0 (延長) | カナダ                                                     |
|                                                   | レポート     |                                                            |
|                                                   | PK戦         |                                                            |
| ブライアン ダールケンパー ウェデメイヤー ソラウン | 3 – 5        | クラーク シンプソン オングテンコ サッターランド キャンベル |

| エスタディオ・アレハンドロ・モレラ・ソト, アラフエラ 観客数: 750 主審: Shane de Silva |

#### 3位決定戦
| 2010年3月20日 18:00 |

| コスタリカ | 0 – 6    | アメリカ合衆国                                                                           |
|            | レポート | 5分 クラーク · 37分 トーレス · 40分 ブラノン · 55分 ホラン · 66分 ファレル · 81分 スミス |

| エスタディオ・アレハンドロ・モレラ・ソト, アラフエラ 観客数: 259 主審: Lucila Venegas |

#### 決勝戦
| 2010年3月20日 21:00 |

| メキシコ | 0 – 1    | カナダ         |
|          | レポート | 8分 マクニコル |

| エスタディオ・アレハンドロ・モレラ・ソト, アラフエラ 観客数: 259 主審: Irazema Aguilera |

## 優勝国
| 2010 CONCACAF U-17女子選手権優勝国 |
| ---------------------------------- |
| · カナダ · 初優勝                  |